# Laakso (Helsinki)
Laakso (suédois : Dal) est un quartier du centre d’Helsinki. 

## Description

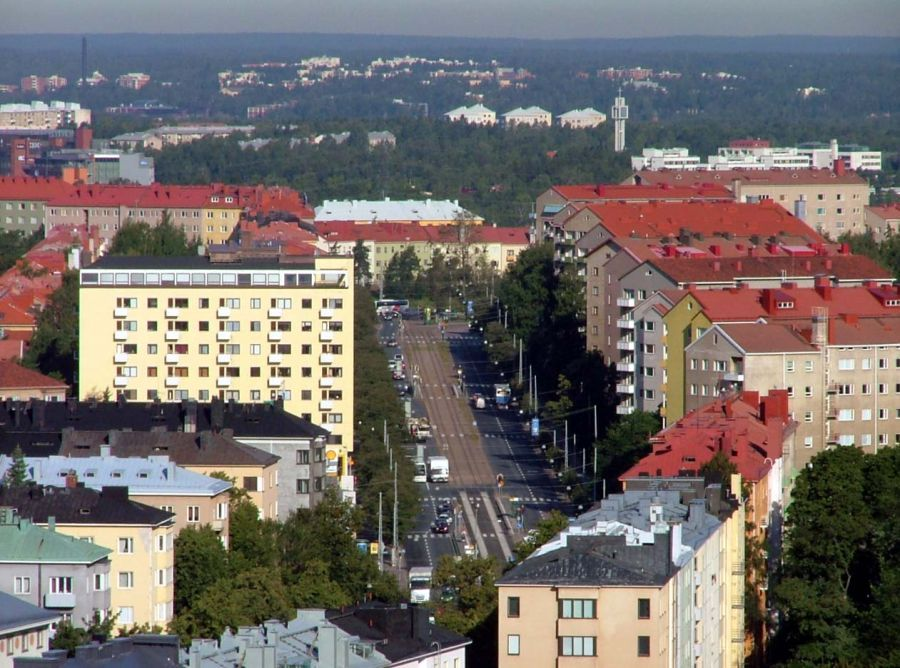
Immeubles d’habitation le long de la rue Mannerheimintie dans les quartiers de Meilahti et de Laakso. Vue de la tour du Stade Olympique, 2004.

La superficie de Laakso est de 0,74 km², et La population habitants s’élève à 2400 habitants. Le quartier offre 1583 emplois (31.12.2003). Laakso fait partie du  superdistrict de  Reijola. 
La population de Laakso habite principalement des immeubles le long de la rue Mannerheimintie. 
Le nom Laakso (« vallée » en français) vient d’une vallée située dans sa partie méridionale entre Laakso et les terrains de l’Hôpital d'Aurora. Cette vallée forme un étroit couloir vert reliant le Parc Eläintarha avec les parcs de Taka-Töölö.

## Galerie

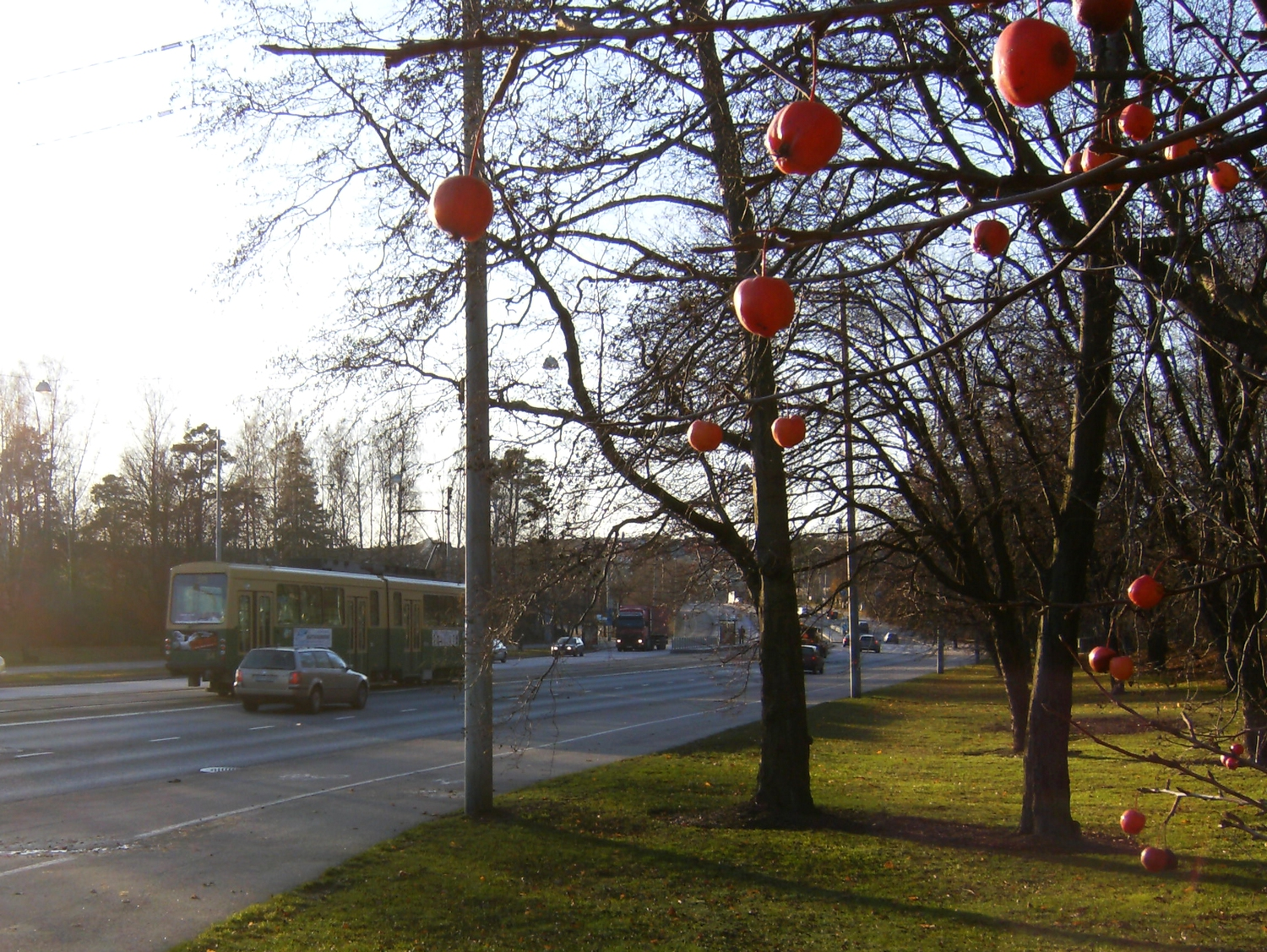
Rue Nordenskiöldinkatu, quartier de Laakso.
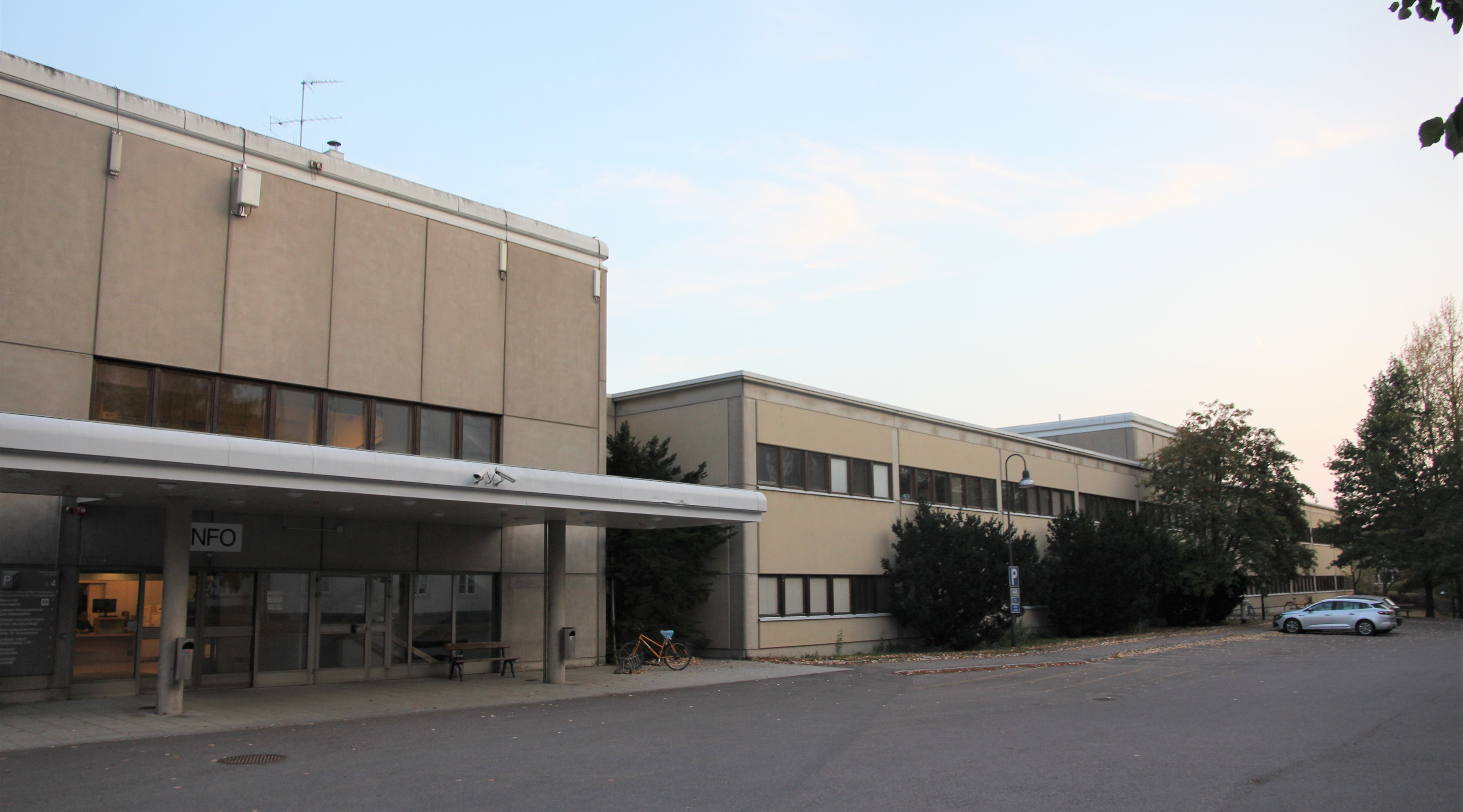
Hôpital de Laakso
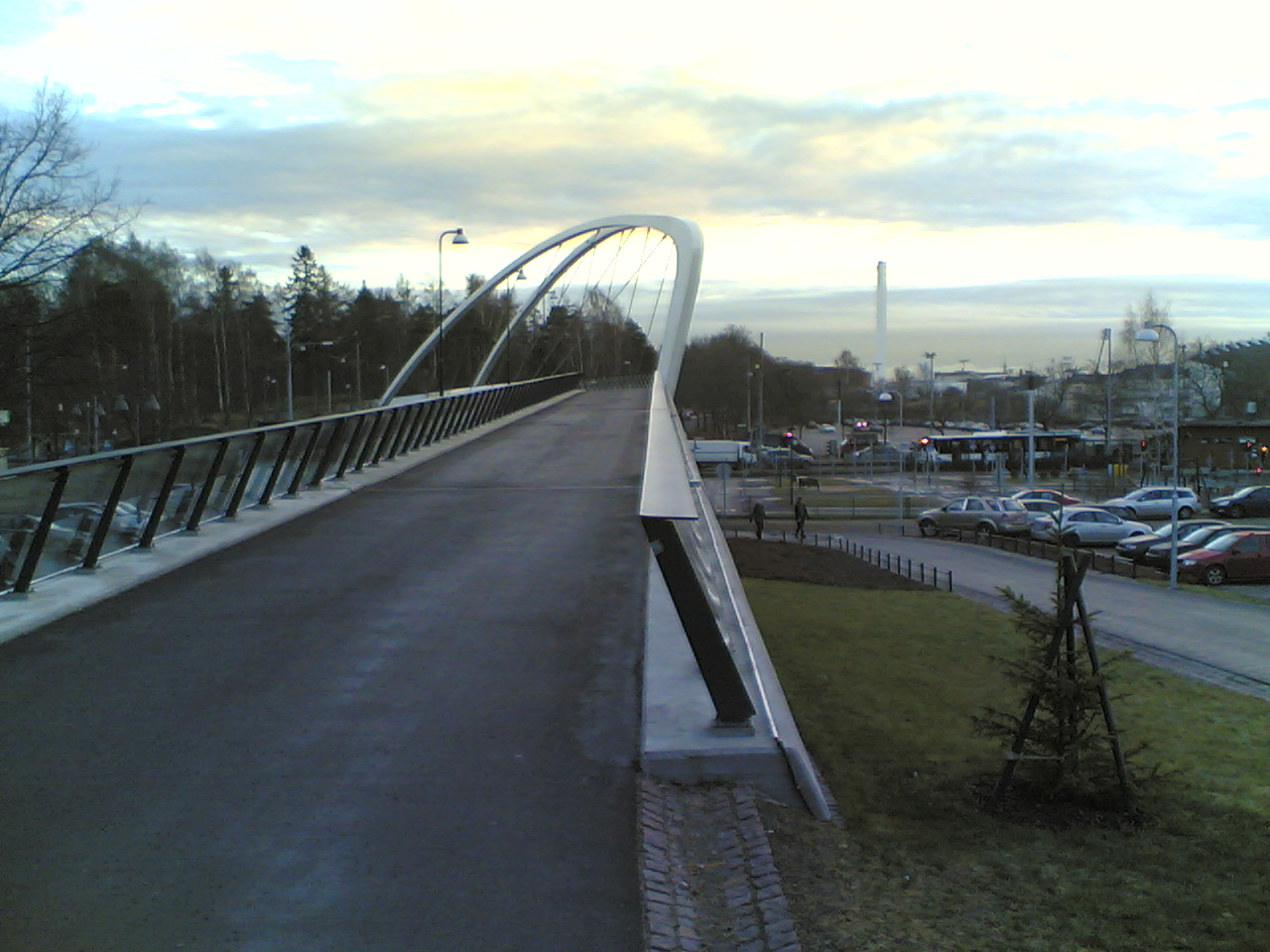
Pont d'Aurora
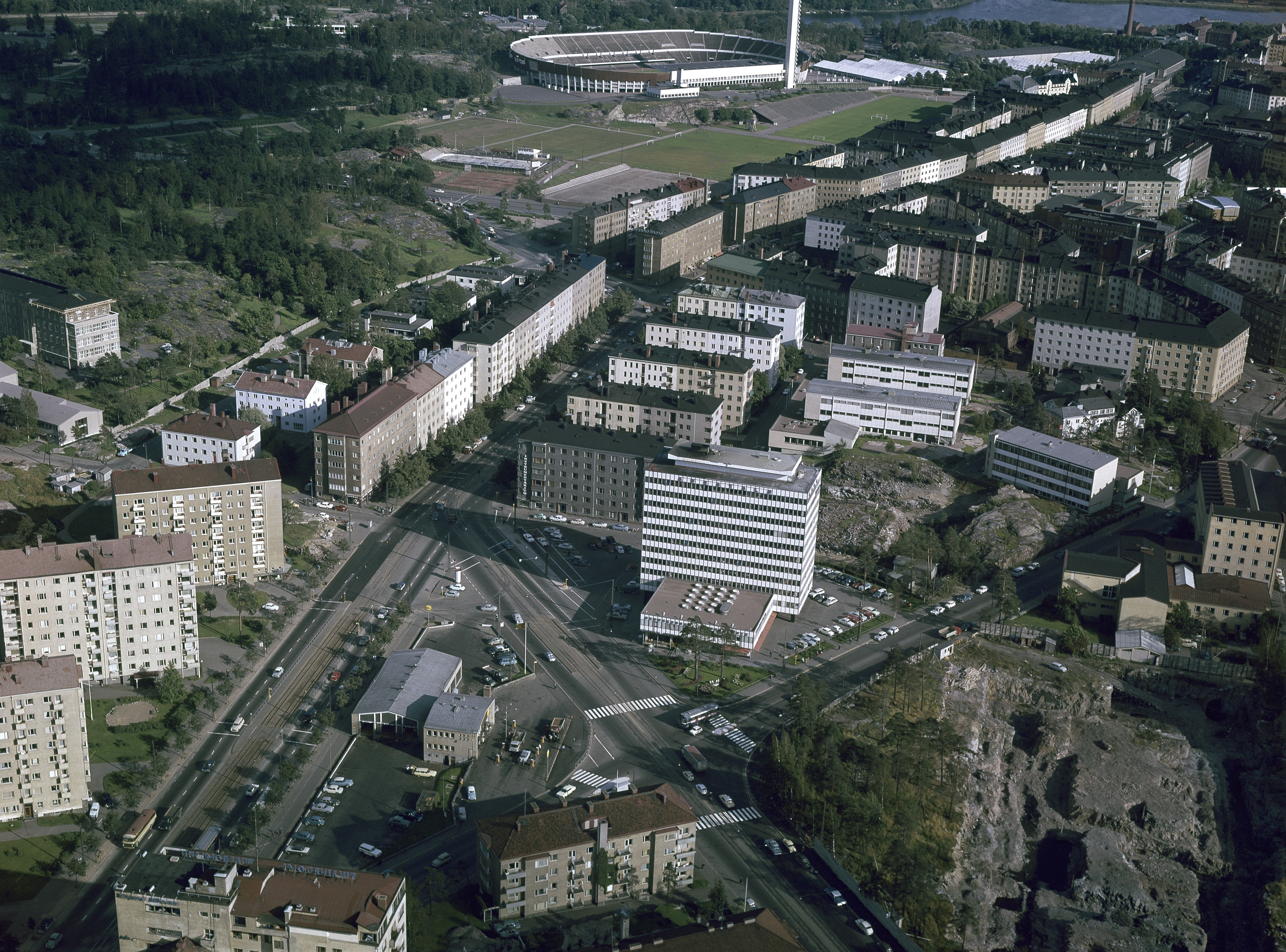
öölöntulli à Meilahti.